# Kriget i Georgien 2008
Kriget i Georgien var ett krig som inleddes i Sydossetien där Sydossetiska republiken med stöd av Ryssland hävdade självständighet från Georgien.
Efter en veckas eskalerande strider mellan georgisk militär och sydossetisk milis utbröt ett fullskaligt krig natten till den 8 augusti 2008 när georgiska soldater omringade Sydossetiens huvudstad Tschinvali, följt av flyganfall mot separatisterna i Sydossetien.
Sydosseterna fick mycket snart omfattande stöd från rysk militär och utbrytarrepubliken Abchazien, varpå kriget för Georgiens del spreds till två fronter och även till områden utanför de bägge utbrytarrepublikerna.

## Bakgrund och upptrappning

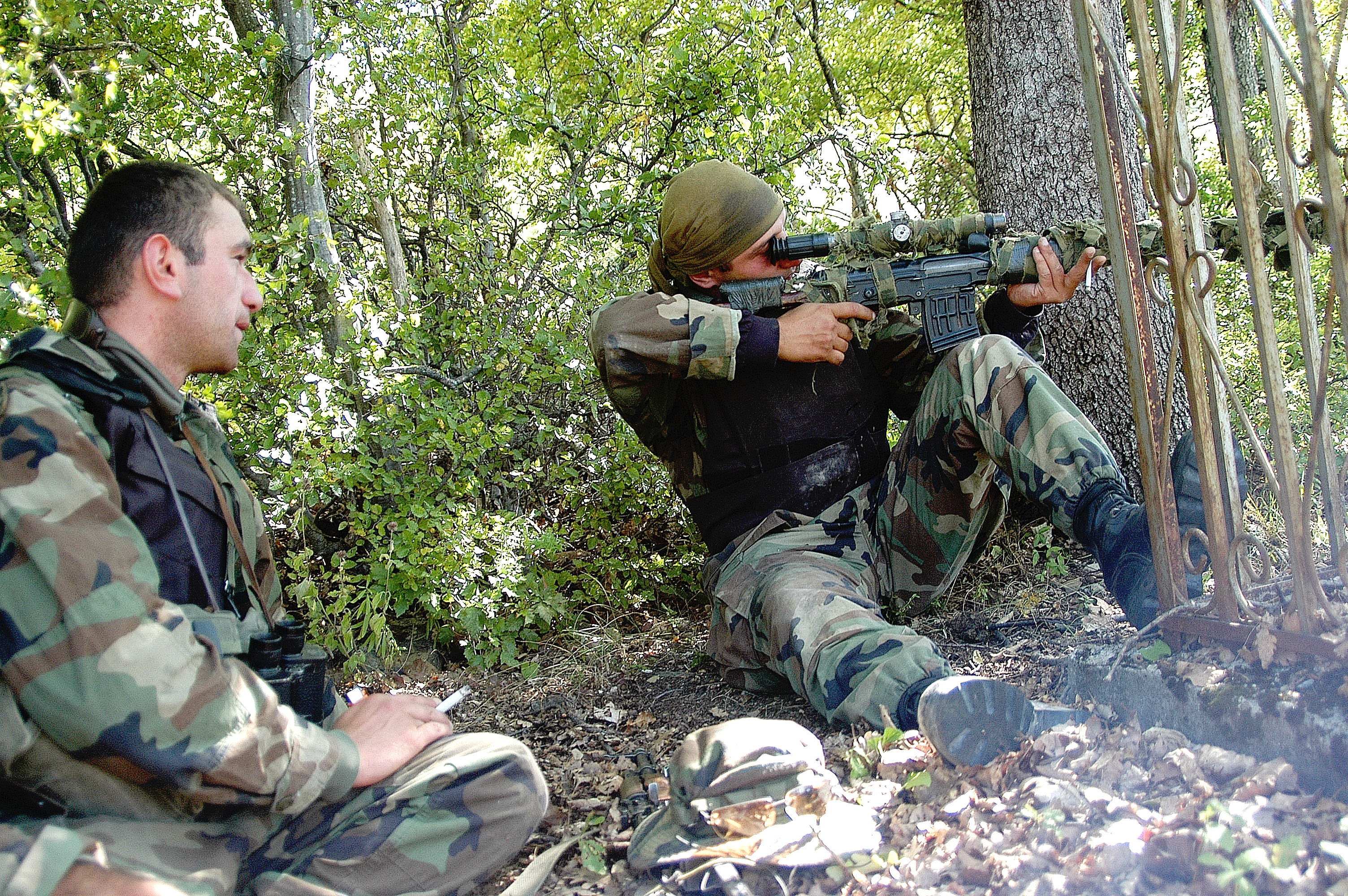
Georgisk soldater under en mindre konflikt 2004.

Bakgrunden till konflikten kan spåras till en rad händelser som följde på att Nato den 3 april 2008 meddelade att Georgien och Ukraina har chanser att i framtiden bli medlemmar i pakten. Detta följdes av att dåvarande ryska presidenten Vladimir Putin den 16 april beordrade närmare ryska kopplingar till de georgiska utbrytarrepublikerna Abchazien och Sydossetien. Den 20 april hävdade Georgien att ett ryskt stridsplan attackerat och skjutit ned ett obemannat georgiskt spaningsplan över Abchazien, något som emellertid dementerades av Ryssland. Ryssland förstärkte den 29 april sin militära närvaro i Abchazien. Den 4 maj meddelade abchaziska separatister att de skjutit ned två georgiska obemannade spaningsplan över Abchazien, något som dementeras av Georgien som även förnekar att sådana flygningar skett. Den 30 maj gick Georgien ut med att de tills vidare upphört med spaningsflyg. Den 31 maj uttalade Putin stöd för Georgiens erbjudande att ge Abchazien utökat självstyre; dock inte självständighet.
Den 8 juli flög ryska stridsplan in i georgiskt luftrum för att "varna" Georgien, med den direkta följden att Georgien kallade hem sin ambassadör från Moskva. Konflikten trappades upp under början av augusti och både den georgiska och den sydossetiska sidan beskyllde den andra sidan för att vara den drivande i konflikten. Detta förklarades delvis med att större makter som Ryssland, EU och USA är engagerade i konflikten och att det var viktigt att få stöd för den egna bilden av hur konflikten har uppstått, enligt Sveriges ambassadråd i Georgien. Stridigheter påbörjades den 1 augusti mellan georgiska trupper och paramilitär från Sydossetien vilket resulterade i sex döda och 21 skadade. Den 3 augusti påbörjades evakuering av sydossetier till Ryssland. Den 4 augusti anklagar Ryssland Georgien för att ha använt övervåld i Sydossetien.
Under de följande dagarna var det vissa mindre stridigheter. Den 6 augusti meddelade Georgien att de förlorat en pansarterrängbil och att tre georgiska fredsbevarare skadats. Under det följande dygnet kom flera rapporter om skadade och dödade. Såväl Georgien och Sydossetien drabbades av både civila och militära förluster. Den 7 augusti höll FN:s säkerhetsråd på Rysslands begäran ett möte om situationen.
Den 7 augusti klockan 19:10 meddelade Georgiens president Saakasjvili i ett direktsänt tal att förhandlingar med Sydossetien borde genomföras. Han bekräftade åter tidigare löften om långtgående självstyre för Sydossetien och föreslog att Ryssland skulle stå som garant för den lösningen, begärde vapenvila, erbjöd allmän amnesti och vädjade om internationell inblandning för att stoppa stridigheterna. Några timmar därpå gick georgiska trupper in i Sydossetien.

## Krigsutbrott och utveckling

### 8 augusti: Georgisk offensiv och rysk inblandning

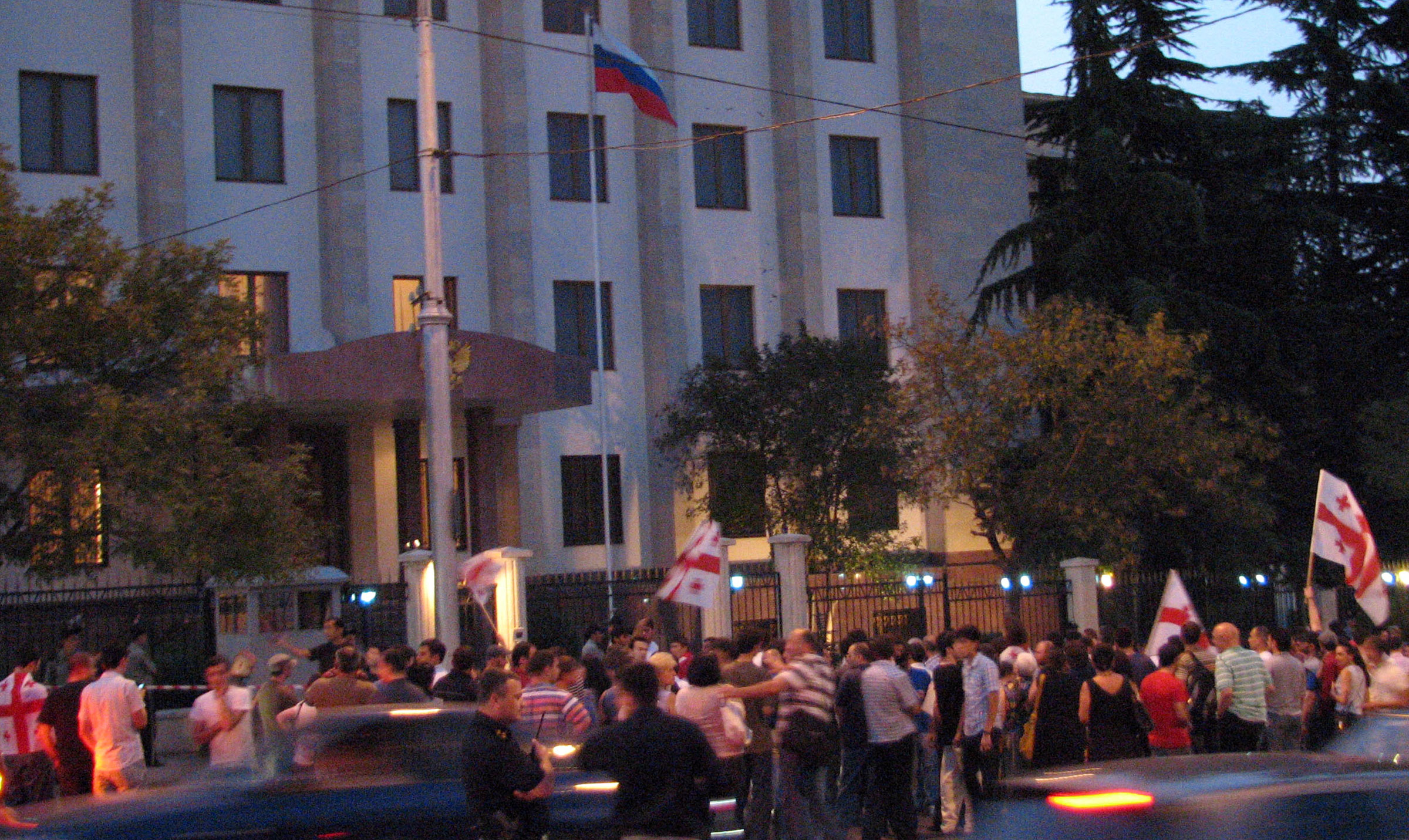
Georgier demonstrerar mot den ryska interventionen i Sydossetien utanför ryska ambassaden i Tbilisi den 8 augusti 2008.

Ryska och georgiska truppförflyttningar den 8 augusti. Blå pilar visar georgiska attacker, röda visar ryska.

Georgien påbörjade under natten till den 8 augusti en operation i Sydossetien. Georgiska stridsflygplan gick till angrepp mot huvudorten Tschinvali. Enligt operationens befälhavare var operationens syfte att återställa den konstitutionella ordningen. Nyhetsbyrån Interfax citerade den sydossetiska ledaren Eduard Kokojty som sade att hans styrkor konfronterade georgiska styrkor i Tschinvalis utkanter. Under dagen den 8 augusti rapporterade ryska medier att åtminstone 15 civila dödats i Tschinvali. Vid 04:45 (00:45 UTC) sade Georgiens integrationsminister att Tschinvali nästan var omringat och att Georgien kontrollerade två tredjedelar av Sydossetiens territorium. Enligt Nordossetiens president Tajmuraz Mamsurov attackerade georgiska stridsflygplan en humanitär hjälpkonvoj på väg från Vladikavkaz.
Den abchaziska armén och frivilliga från utbrytarrepubliken Abchazien och Ryssland uppgavs under samma morgon vara på väg till Sydossetien för att strida på separatisternas sida mot de georgiska soldaterna.
Under dagen den 8 augusti bekräftade Vladimir Putin att soldater inom de ryska fredsbevarande trupperna i området dödats och Ryssland meddelade att man ej skulle acceptera att ryska medborgare skadas. I Sydossetien har många invånare ryskt medborgarskap. Den georgiska sidan hävdade att ryska stridsflygplan redan under morgonen den 8 augusti bombat mål i Georgien, men detta bekräftades ej av den ryska sidan. Trots att FN:s säkerhetsråd inte kunde enas om ett uttalande under förmiddagen den 8 augusti kom många uppmaningar till lugn från världens ledare. OSSE, Organisationen för säkerhet och samarbete i Europa, bjöd in parterna i stridigheterna till fredssamtal i Helsingfors snarast.
Den 8 augusti tågade ryska trupper in i Sydossetien, medan ryskt flyg attackerade mål i Georgien. Georgien sköt i sin tur ner ryska stridsflygplan. Konflikten utvecklades därigenom de facto till ett krig mellan självständiga stater. Under eftermiddagen rapporterade Ryssland att de tagit kontroll över Sydossetiens huvudstad Tschinvali och dess luftrum. Georgien rapporterade även att rysk bombning av georgiska mål resulterat i minst fyra dödsfall. Flygplanen utgick från den ryska basen i Gumru i Armenien. Detta innebär en kränkning av en georgisk-armenisk överenskommelse. Efter olympiska spelens öppningsceremonier i Peking sade Vladimir Putin till USA:s president George W Bush att ett regelrätt krig inletts i Sydossetien. Bush replikerade att ingen ville ha krig och Putin tillade att det är svårt att bevara freden i Kaukasien.

### 9 augusti: Eskalering och abchazisk inblandning

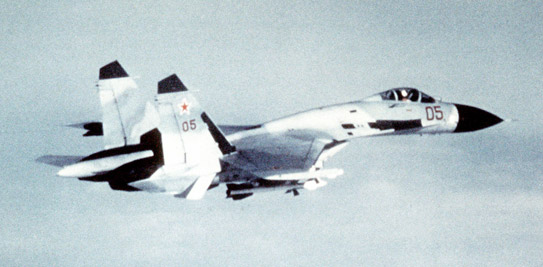
Ryssland använde stridsflygplanet Su-27 för att få kontroll över luftrummet över Tschinvali.

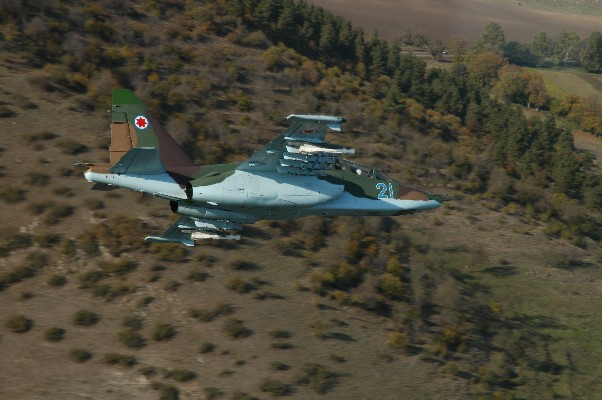
Ett ryskt Su-25 stridsflygplan av samma typ som Georgien använder i kriget.

Stridigheterna eskalerade den 9 augusti och ryska medier rapporterade om kraftig beskjutning under natten. Rysslands president Dmitrij Medvedev sade att Ryssland påbörjat operationerna för att bevara freden i området och få georgierna att acceptera eldupphör. Han tillade att Ryssland inte är intresserat av ett fullskaligt krig.
Den 9 augusti klockan 13 svensk tid meddelade Georgiens president Saakasjvili på en presskonferens 15 dagars undantagstillstånd, begärde vapenvila och uttryckte samtidigt att Ryssland inlett "en fullskalig invasion av Georgien". Saakasjvili meddelade vid ett möte med Georgiens nationella säkerhetsråd att han undertecknat ett dekret om krigstillstånd, vilket officiellt försatt Georgien i krig. Kacha Lomaia från säkerhetsrådet rapporterade att Ryssland bombat hamnen i Poti såväl som civila och infrastrukturella mål. Det rapporterades även om att ett flygfält nära Tbilisi blivit bombat tidigt under dagen. Ryssland bekräftade under dagen den 9 augusti att de förlorat två stridsflygplan. Georgien hävdade att de skjutit ner tio plan. Sydossetien hävdar att två georgiska plan skjutits ner.
Samtidigt framförde Sydossetiens informationsbyrå en vädjan, främst riktad till Ryssland, om att få juridiskt stöd för att Sydossetien skall kunna bli erkänt som självständig stat. Skrivelsen innehöll även starka anklagelser: "Georgien försöker beröva folket Rysslands fredsbevarande stöd och döma dem till fullständig utplåning av georgiska fascister".
70 procent av Sydossetiens huvudstad Tschinvali uppges ha förstörts. Gas- och vattentillförseln till staden skall dessutom vara ur funktion. Många av världens ledare har manat till försiktighet och tillbakadragande av trupper; George W Bush meddelade att han var "djupt oroad över situationen i Georgien" som han menade "markerar en farlig upptrappning av krisen". Han tillade att Georgiens gränser måste respekteras och uppmanade Ryssland att lyssna på omvärldens försök till medling.
Sent den 9 augusti meddelades det att även Georgiens andra utbrytarstat Abchaziens separatistledare Sergej Bagapsj och hans styrkor gett sig in i kriget och attackerat georgisk militär i Kodoriområdet.
Vladimir Putin anklagade samma dag Georgien för att ha startat ett "folkmord" mot sydossetier.

### 10 augusti: Georgisk reträtt från Tschinvali
Den 10 augusti meddelades det att striderna i Georgien och Sydossetien eskalerat ytterligare. Bland annat attackerade ryska stridsflygplan en militärflygplats i Tbilisi under natten, rapporterade den georgiska regeringen. Samtidigt gick Georgiens inrikesdepartement ut med att de drar tillbaka alla trupper från Sydossetien, något som motsades av Ryssland. Den georgiske regeringstalesmannen Sjota Utiasjvili hävdade också att cirka 6 000 ryska soldater trängt in i Sydossetien och runt 4 000 ryska soldater skall ha förstärkt Abchazien; tungt artilleri skall ha kommit via en tunnel mellan Ryssland och Sydossetien. Obekräftade uppgifter säger att ryskt flyg attackerat Kodoridalen och staden Zugdidi. Ryska örlogsfartyg, inkluderat den robotbestyckade kryssaren Moskva, flaggskepp i den ryska svartahavsflottan, blockerar Georgiens kust längs Svarta havet, primärt för att hindra vapentillförsel till Georgien. Ukraina meddelade att de förbjuder ryska fartyg att återvända till sin bas på ukrainskt område till dess att krisen lösts.
Vid lunchtid kom uppgifter från den ryska generalstabens talesman Anatolij Nogovitsyn att rysk militär tagit kontrollen över större delen av Tschinvali. Han hävdade också att georgiska trupper börjat retirera. Det georgiska inrikesdepartementets talesman Sjota Utiasjvili meddelade ungefär samtidigt att georgisk militär fortfarande har stark beredskap och är redo att slå tillbaka. Uppgifter från annat håll pekar på att Georgien har trupper kvar för att förhindra att rysk trupp tar sig in i Georgien.

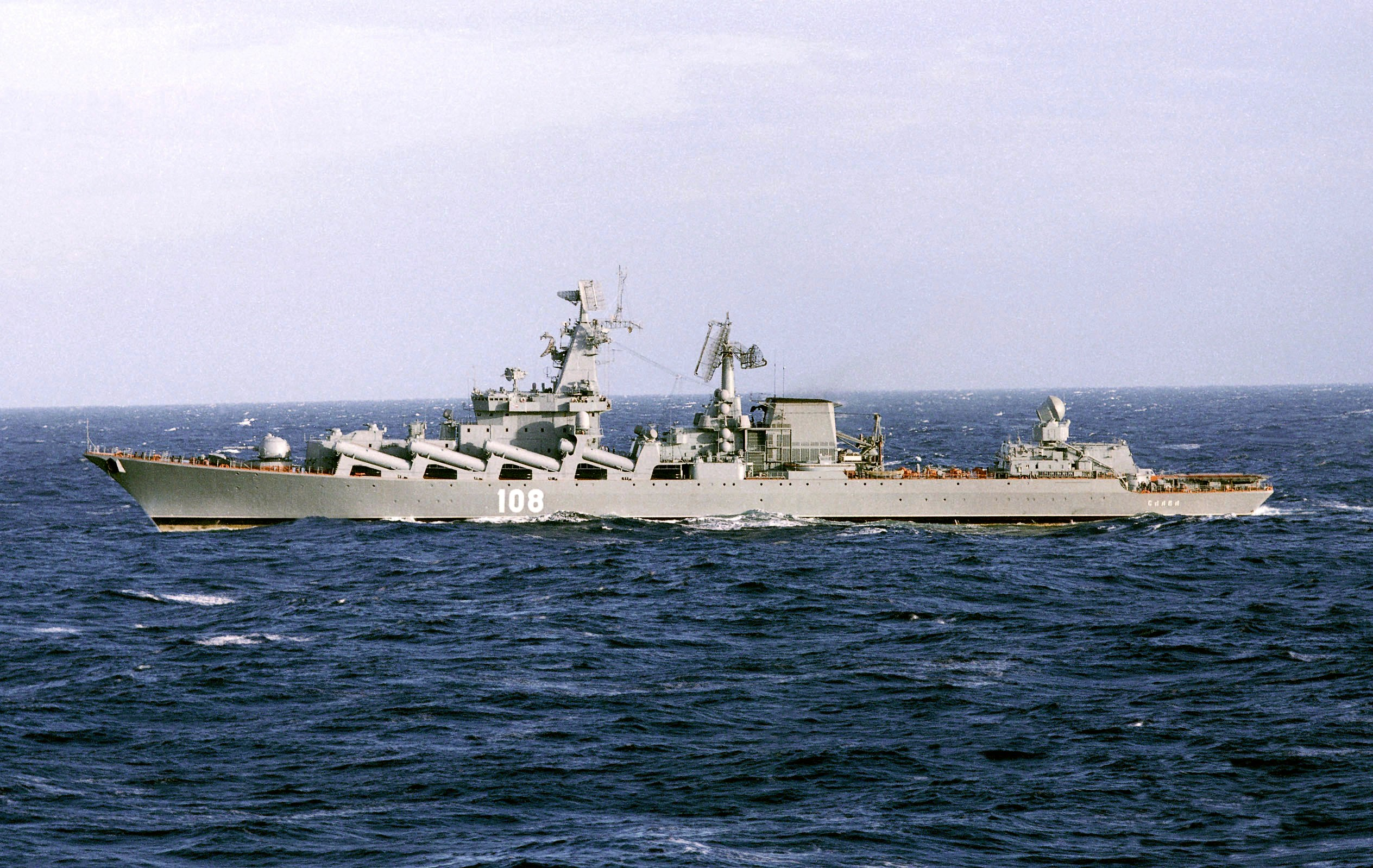
Den ryska robotbestyckade kryssaren Moskva som den såg ut 1986 under namnet Slava.

Under tidig eftermiddag kom det uppgifter från det georgiska inrikesdepartementet att Ryssland påbörjat en offensiv för att inta Kodoridalen. Detta tillbakavisades emellertid av Abchaziens utrikesminister Maxim Gunjia som poängterade att Abchazien inte har bett Ryssland om undsättning: "Förhoppningsvis behöver vi inte göra det heller. Vi vill leva som fredliga grannar till Georgien". Ryssland förnekade samtidigt att de angripit bebodda områden i Georgien med flyg. Ryska trupper var under eftermiddagen, enligt chefen för Georgiens nationella säkerhetsråd, Alexander Lomaia, på väg mot Gori: "Ryska trupper är på väg söderut, och nästa plats i den riktningen är staden Gori. Våra trupper är positionerade för att försvara staden." Detta var dock obekräftat från ryskt håll.
Den ryske ombudsmannen för mänskliga rättigheter, Vladimir Lukin, efterlyste en internationell tribunal för de krigsbrott, bland annat folkmord, han menar försiggår från georgisk sida. Rysslands och Georgiens diplomatiska förbindelser fungerar dock fortfarande, och från georgisk sida slår man ifrån sig anklagelserna. Abchazien föll in i anklagelserna mot Georgien och deklarerade även under dagen ett "tio dagars fullt krig mot Georgiens centralregering".
På eftermiddagen gick georgiska UD ut med en kommuniké där man meddelat fullständigt eldupphör och att alla georgiska trupper beordrats att dra sig tillbaka från Sydossetien. Timur Iakobasjvili, georgisk minister för återintegrering, har emellertid i ett uttalande sagt att georgisk militär inte har dragit sig tillbaka för gott från Sydossetien: "Vi har beslutat omgruppera våra soldater för att få möjlighet att möta den överlägsna ryska styrkan med andra metoder."
En talesman för det ryska försvarsdepartementet meddelade under dagen att georgiska robotbestyckade fartyg attackerat ryska örlogsfartyg och att rysk svarseld från ryska marinen sänkte en georgisk torpedbåt.
Sent på kvällen meddelade Georgiens president Saakasjvili på en presskonferens att ryska stridsvagnar trängt in i Georgien, och den georgiska staden Gori står enligt andra georgiska källor under kraftig rysk artilleribeskjutning. Ryssland dementerar fortfarande kategoriskt att de attackerat något som helst mål utanför Sydossetien. Abchazien införde under dagen krigstillstånd i fem områden.

### 11 augusti: Internationella försök till vapenvila och fortsatt rysk offensiv

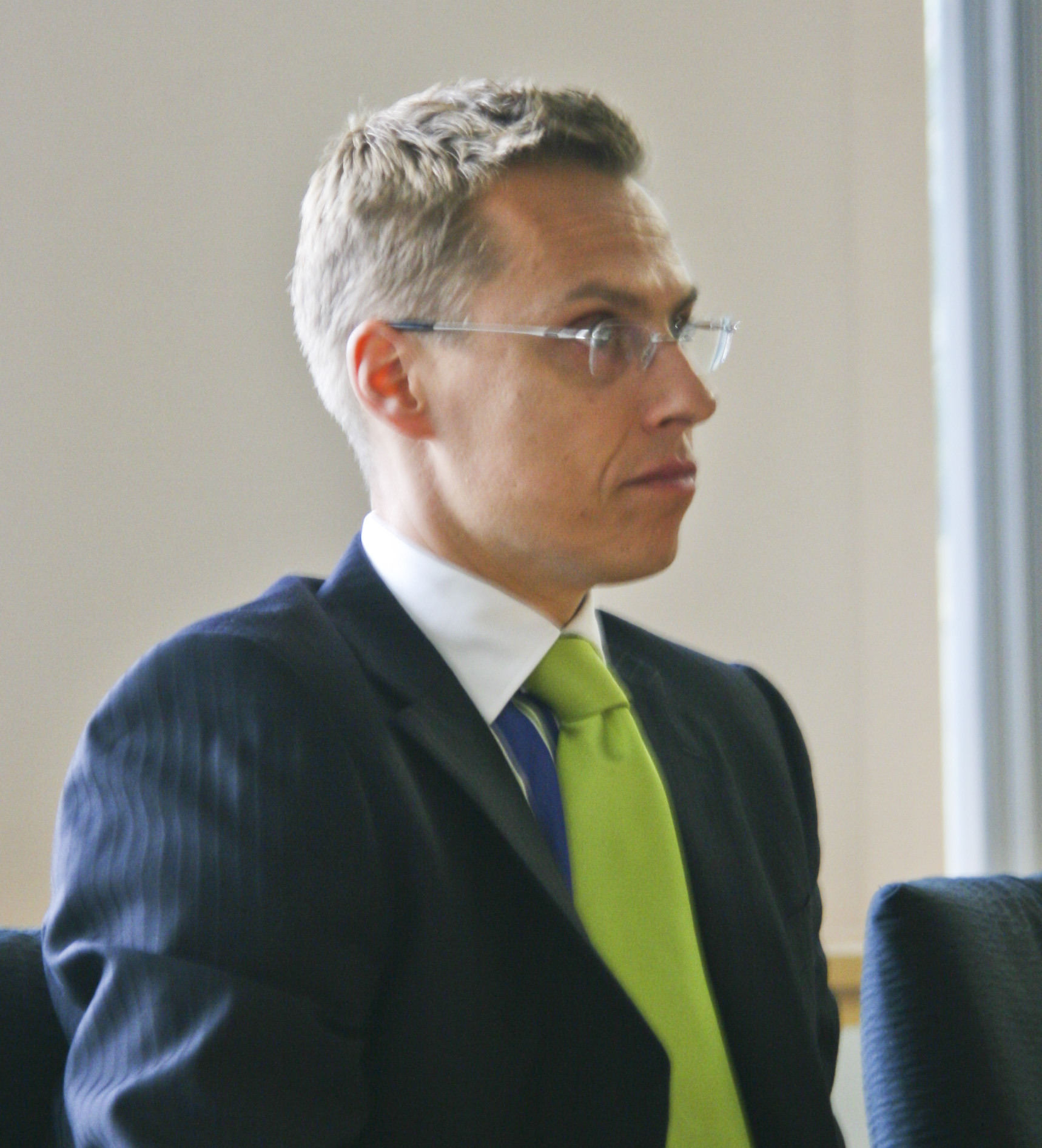
Den finske utrikesministern Alexander Stubb skrev tillsammans med Frankrikes utrikesminister Bernard Kouchner under den georgiska vapenvilan.

Tidigt under morgonen rapporterade det georgiska inrikesdepartementets talesman Sjota Utiasjvili att ryskt flyg bombat Tbilisis förorter. Målen skall ha varit en militäranläggning i byn Kodzjori utanför Tbilisi samt en radaranläggning fem kilometer från Tbilisis centrum. Ryssland hävdar å sin sida att Georgien fortfarande har trupper kvar i Tschinvali trots tidigare order om reträtt.
Under senare delen av dagen gick Ryssland in i västra Georgien. Landets officiella skäl till detta var att hindra Georgien från att attackera ryska styrkor i Sydossetien. Under tillkännagivandet av en vapenvila från georgisk sida på EU:s initiativ fick den georgiska presidenten Saakasjvili avsluta konferensen efter drygt 20 minuter; enligt honom själv på grund av att ryska stridsflygplan bombat i närheten av presidentpalatset. Den undertecknade avtalet har även undertecknats av Finlands och Frankrikes utrikesministrar Alexander Stubb och Bernard Kouchner. Avtalet sändes sedan via Kouchner och Frankrikes president Nicolas Sarkozy till Moskva. G8-ländernas utrikesministrar uppmanade Ryssland att godta vapenvilan. Ryssland avböjde emellertid snabbt förslaget, vilket enligt rysk sida beror på att georgisk militär fortfarande strider. Rysslands utrikesdepartement tillade att Ryssland enbart accepterar vapenvila om Georgien förbinder sig att inte attackera Sydossetien igen.
Georgien tog på eftermiddagen tillbaka de uppgifter som florerat kring den bombade militäranläggningen utanför Tbilisi. Utsända reportrar, bland annat från Dagens Nyheter, har inte kunnat finna några spår av rysk attack i staden. Organisationen Human Rights Watch anklagade också under dagen Ryssland för att överdriva rapporterna om antalet döda och sydossetier i flykt. De motstridiga uppgifter som både Georgien och Ryssland uppger om bland annat antal civila och militära offer samt respektive fiendes placering i Georgien och Sydossetien har hittills gett kriget en stark prägel av propagandakrig.
Ryssland kritiserade under dagen öppet USA för att ha hjälpt Georgien att frakta hem 800 soldater i amerikanska plan. Vladimir Putin sade bland annat att det var "beklagligt att en del av våra partners inte hjälper oss utan i stället försöker stå i vägen".
Under eftermiddagen rapporterade Georgien att Ryssland gått in i Georgien via Abchazien och nått städerna Zugdidi och Senaki, vilket bekräftades från rysk sida; i Senaki ska en georgisk militärbas ha förstörts. Georgien anklagade också ryssarna för att ha knäckt regeringens hemsida. Georgien menade att en cyberkrigföringskampanj från rysk sida höll på att förstöra många georgiska webbsidor, vilket även inkluderade utrikesdepartementets sida.

### 12 augusti: Georgiskt tillbakadragande från Abchazien och överenskommelse om vapenvila

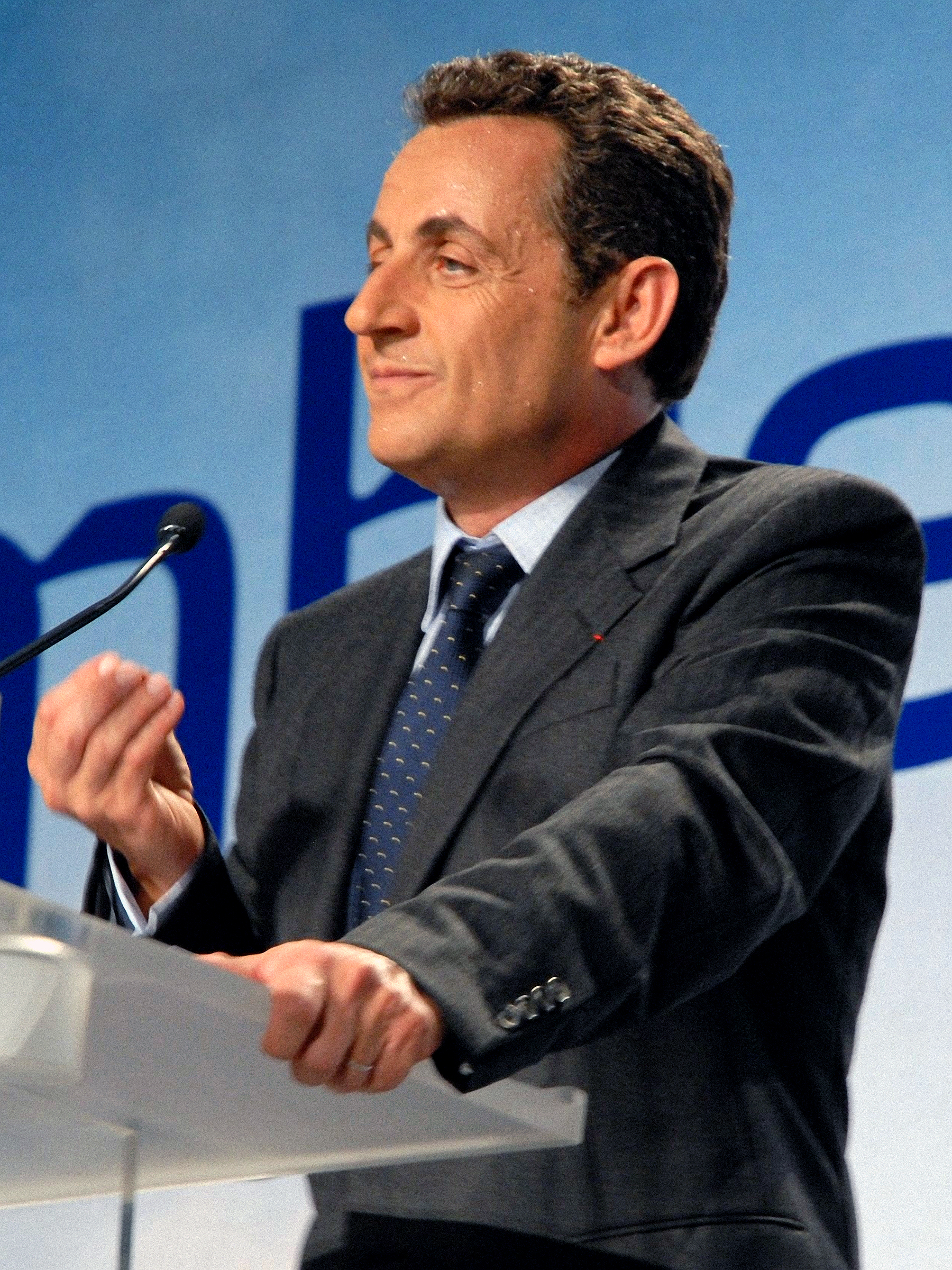
Frankrikes president och EU:s ordförande Nicolas Sarkozy mötte den ryske presidenten Dmitrij Medvedev den 12 augusti för att diskutera möjligheterna för en vapenvila mellan Ryssland och Georgien.

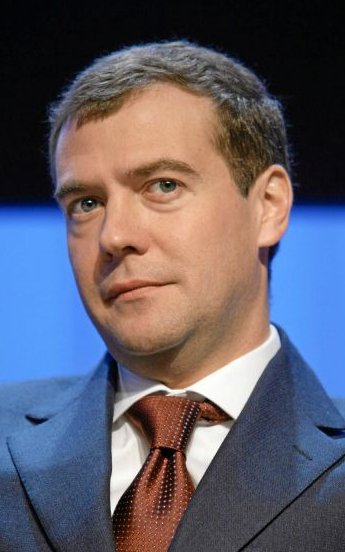
Rysslands president Dmitrij Medvedev.

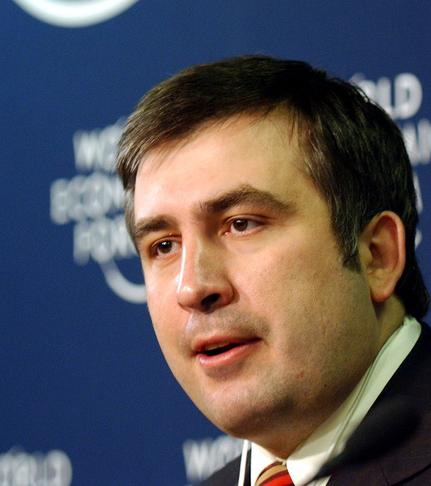
Georgiens president Micheil Saakasjvili.

Enligt vittnen utsattes under morgonen staden Gori i Georgien för rysk bombning. Ryska styrkor besköt även en bergssluttning nära staden, där ryssarna misstänkte att georgiska styrkor fanns. Samtidigt drev abchaziska styrkor en offensiv i Kodoridalen mot georgisk militär. Abchaziens utrikesminister Sergej Sjamba sade i tv att "operationen genomförs med tillräckliga resurser, artilleri, Gradsystem, granatkastare och andra vapentyper".
Den ryske presidenten Dmitrij Medvedev meddelade på förmiddagen att den ryska militärens operationer i Georgien skall avbrytas, dock inte spaningsuppdrag: "Angriparen i Sydossetien har straffats och har lidit mycket betydande förluster", "[m]ålet för operationen har nåtts. Fredsbevararna och de ryska medborgarna är nu säkra." Georgien bad samtidigt, enligt Lettlands biträdande Natoambassadör Andzejs Vilumsons, om europeisk hjälp i kriget mot Ryssland, bland annat har flera Nato-länder, som de baltiska länderna, kontaktats. Den ryska ambassadören i Riga hotade med allvarliga konsekvenser om Lettland hjälper Georgien. Litauen lät meddela att landet var positivt till att hjälpa Georgien militärt.
Flera civila dödsfall, bland annat en reporter från RTL, rapporterades från det bombade Gori.
Antalet flyktingar från Sydossetien beräknades av FN:s flyktingkommissariat UNHCR vara 100 000.
USA:s president gick under dagen ut med ett uttalande från Vita huset där han förde fram stark kritik mot Ryssland och hävdade bland annat att relationerna till väst står på spel om inte konflikten löses inom kort.
Michail Gorbatjov, före detta ledare för Sovjetunionen, riktade under dagen stark kritik mot USA som, enligt Gorbatjov, är ute på tunn is när de utser "Kaukasien, en region tusentals kilometer från den amerikanska kontinenten, till sitt nationella intresse".
Tonen mellan Georgien och Ryssland hårdnade under dagen på grund av den från båda sidor utlovade men icke-existerande vapenvilan. I Tbilisi samlades på kvällen cirka 150 000 människor för att stötta den georgiske presidenten Saakasjvili. Under detta möte höll presidenten ett tal utanför parlamentet där han bland annat sade att Georgien skall gå ur OSS. Han anklagade också Ryssland för bland annat gatuavrättningar och etnisk rensning och hävdade att Georgien aldrig kommer att ge sig.
Efter ett möte i Moskva mellan Frankrikes president samt EU-ordförande Nicolas Sarkozy och den ryske presidenten Dmitrij Medvedev kallade Medvedev Georgiens president för galning. Trots detta sade Sarkozy att han var optimistisk och kunde efter mötet meddela att det inte existerar något fredsavtal men ändå en tillfällig vapenvila. Det dokument, initierat av EU, som Sarkozy och Medvedev diskuterade innehåller 6 punkter som, om Georgien accepterar och realiserar dem, gjorde att Medvedev kunde gå med på en tillfällig vapenvila:
- En överenskommelse om icke-bruk av våld.
- Stopp för all militär verksamhet.
- Fri tillgång till humanitär hjälp.
- Georgiska styrkor skall återvända till sina permanenta baser.
- Ryska styrkor skall återvända till de platser de höll före de senaste fientligheterna. Tills andra internationella kontroller utarbetats skall ryska fredsbevarande soldater "vidta ytterligare säkerhetsåtgärder".
- (Internationella samtal skall upptas om Sydossetiens och Abchaziens status och om hur de båda regionernas säkerhet ska tryggas.) (punkterna är citerade från Dagens Nyheters nätupplaga.)

Efter att den sjätte punkten strukits godkände även Georgiens president Micheil Saakasjvili dokumentet under kvällen.
Under dagen fortsatte den abchaziska offensiven i de övre delarna av Kodoridalen. Bland annat fanns det uppgifter om att den abchaziska flaggan hissades i staden Azjara och att de georgiska trupperna drivits från den administrativa huvudorten Tjchalta. Det fanns också uppgifter om att abchaziska helikoptrar anfallit isolerad georgisk militär i dalen.
Georgien meddelade senare att alla georgiska trupper lämnat Abchazien. Både Ryssland och Georgien gjorde också klart att man via internationella instanser kommer att försöka pröva huruvida fienden gjort sig skyldig till krigsförbrytelser.

### 13 augusti: Bräcklig vapenvila
Bland annat AFP och Sky News meddelade vid 14-tiden den 13 augusti att Ryssland brutit vapenvilan med Georgien i och med att ryska stridsvagnar rullade från staden Gori mot Tbilisi. Detta bekräftades under eftermiddagen av Terhi Hakala, chef för OSSE:s mission i Georgien. Från rysk sida förnekade man detta. Det släpptes också uppgifter om att två georgiska förarlösa flygplan skjutits ned av rysk militär, vilket bekräftades av Ryssland. Från EU:s sida planerade man att sända in fredsbevarade trupper och Natoledningen höll ett extra möte om situationen. USA:s utrikesminister Condoleezza Rice uttalade sig under dagen och sade att hon redan i juli varnat Georgiens president Saakasjvili för att gå i konflikt med Ryssland. Rice reste sent på kvällen till Frankrike för att kunna ta sig vidare till Georgien.
Under dagen vädrade Polen, Estland, Lettland och Litauen gemensam kritik mot fredsplanen som presenterades den 12 augusti: "Vi anser att det i dokumenten, som presenterades i går kväll i både Moskva och Tbilisi, saknas det principiella elementet, respekten för Georgiens territoriella integritet". Ukraina meddelade att de kommer att införa restriktioner för den ryska svartahavsflottan som har sin bas i Ukraina.

### 14 augusti: Abchazien och Sydossetien går med på vapenvila och spänningarna mellan USA och Ryssland ökar

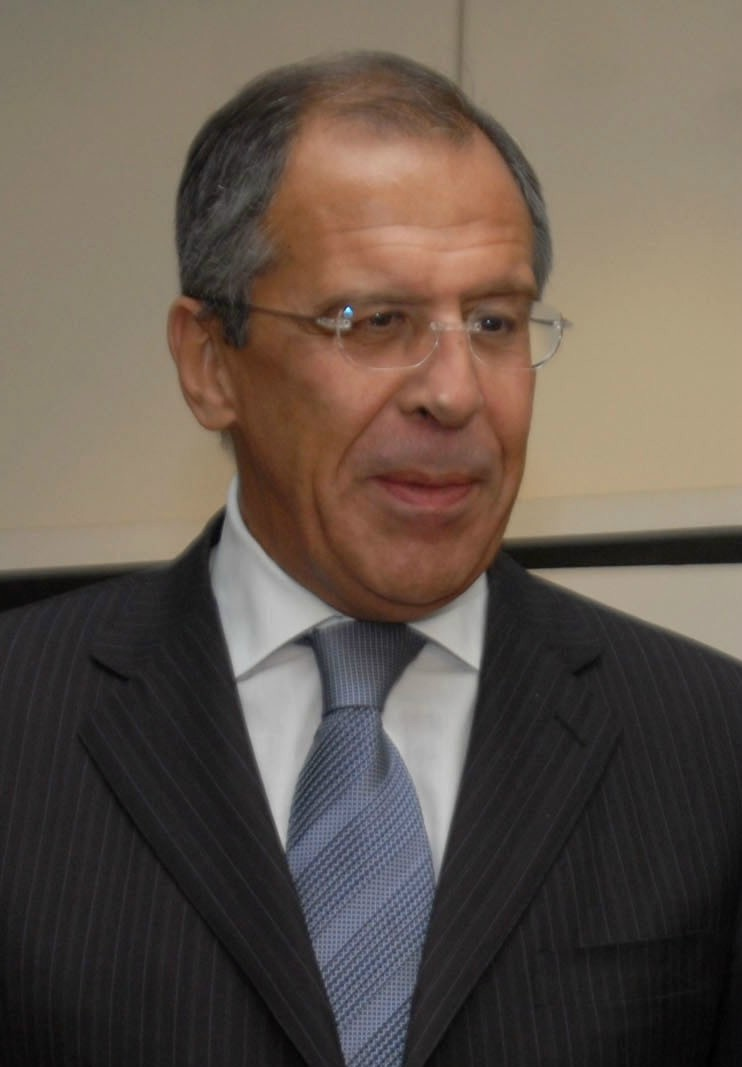
Rysslands utrikesminister Sergej Lavrov.

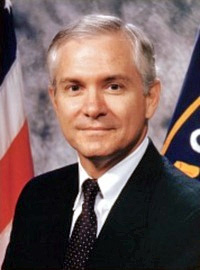
USA:s försvarsminister Robert Gates.

Det rapporterades under dagen om skottlossning och explosioner i staden Gori där rysk militär fortfarande är närvarande. Enligt ryska källor skall ryska trupper omhänderta georgiskt krigsmateriel i området. Från georgiskt håll rapporterade man att rysk militär stärkt den militära närvaron i Gori, och även i hamnstaden Poti. Ryssland hävdar att de har två dagar på sig att lämna Georgien, vilket inte Georgien håller med om.
Två amerikanska transportplan landade under dagen i Tbilisi med över 31 ton nödhjälp till georgiska behövande.
Rysslands president Medvedev träffade Abchaziens och Sydossetiens separatistledare som i samband med mötet skrev under den vapenvila som Ryssland och Georgien redan accepterat. Samtidigt gick den ryske utrikesministern Sergej Lavrov ut med att Ryssland accepterar utländska observatörer i Sydossetien. På grund av den allt mer spända relationen mellan Ryssland och USA gjorde Lavrov också ett utspel där han sade att USA måste välja mellan relationer med Ryssland eller Georgien.
USA:s president Bush meddelade på eftermiddagen, svensk tid, i ett samtal med Ukrainas ledare att USA fullt ut stödjer Georgiens frihet och inte kommer att kompromissa gällande Georgiens självständighet. Samma signaler kom senare från Frankrike där den franske presidenten Sarkozy och USA:s utrikesminister Rice träffades. Den amerikanska försvarsministern Robert Gates hotade samtidigt med konsekvenser om Ryssland inte tar ett steg tillbaka i konflikten. Ryssland å sin sida meddelade genom sin utrikesminister att världen kan "glömma" georgisk territoriell integritet.

### 15 augusti: USA försöker medla
Under krigets sjätte dag anlände USA:s utrikesminister Condoleezza Rice till Tbilisi för fredssamtal med Georgien och Ryssland. Tysklands förbundskansler Angela Merkel manade i ett samtal med den ryske presidenten Medvedev till att anta en mindre konfrontativ hållning gentemot Georgien. Nato-länder som Kanada började också avbryta militärövningar med Ryssland med anledning av den pågående konflikten.
USA:s president Bush gjorde ett uttalande under eftermiddagen där han poängterade att USA inte kommer att lämna Georgien ensamt. Vidare framhöll han att "[d]et kalla kriget är över liksom Rysslands inflytande över de tidigare satellitstaterna. Ryssland måste dra bort sina trupper". Rysslands president Medvedev sade i ett tal i Sotji att Ryssland är den enda garantin för stabilitet och fred i området.
Människorättsorganisationen Human Rights Watch hävdade att Ryssland använt sig av klusterbomber vid bombningarna av Ruisi och Gori den 12 augusti.

### 16 augusti: Fortsatt rysk närvaro
Ryska trupper ska enligt georgiska utrikesdepartementet under dagen ha förstört en järnvägsbro vid staden Kaspi på den viktiga linjen mellan hamnstäderna på västkusten och Tbilisi. Trupper från Gori ska även ha ryckt närmare huvudstaden, till byn Igoeti, 40 kilometer utanför Tbilisi. Enligt georgiska myndigheter ska ryska trupper även ha närmat sig staden Abasja nära Kutaisi och anlagt bränder i närheten av Bordzjomi, men detta har inte kunnat verifieras av oberoende källor.

### 17 augusti: Nya ryska löften om tillbakadragande samt regeringskris i Sydossetien

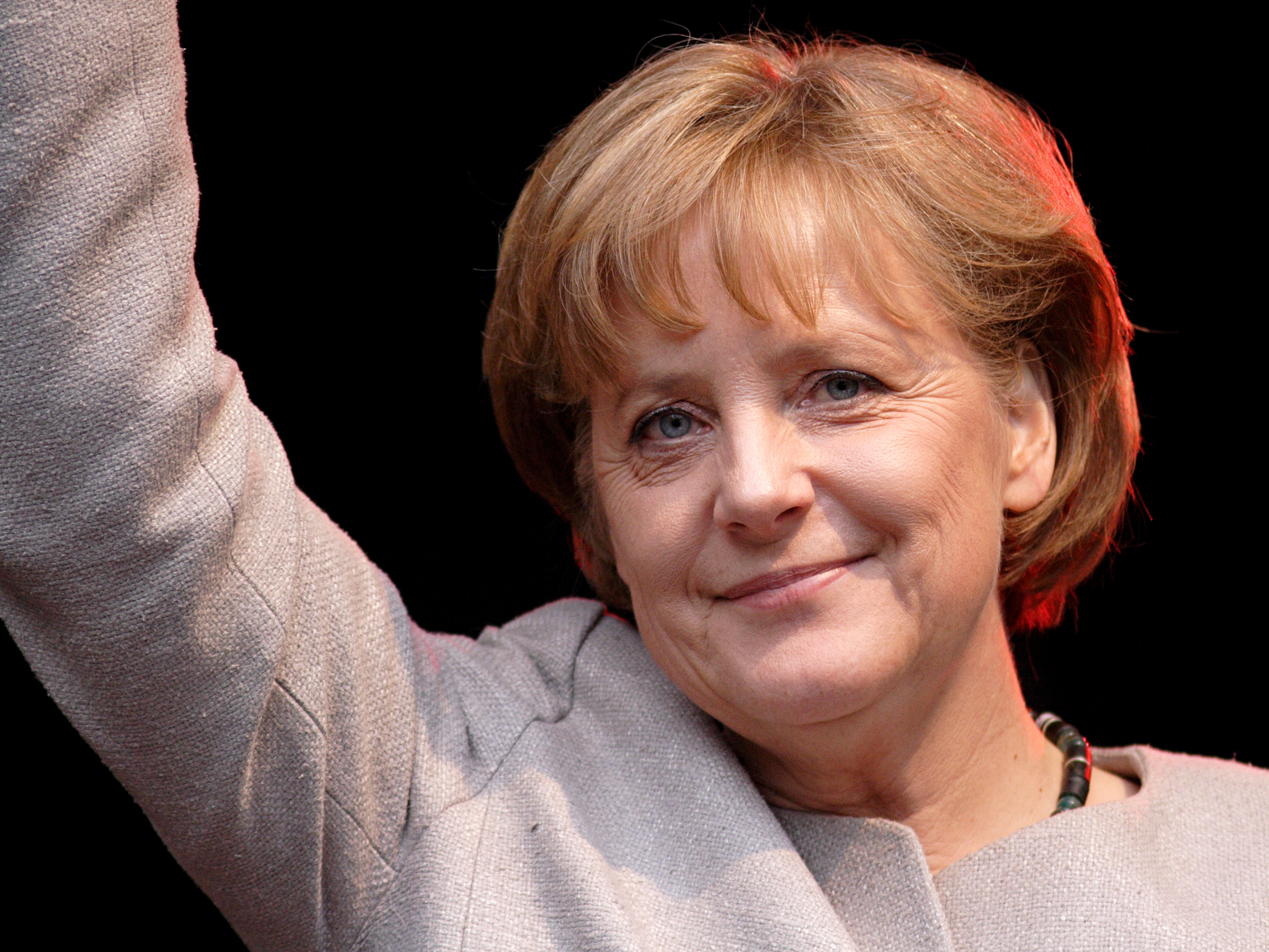
Tysklands förbundskansler Angela Merkel.

Den ryske presidenten Medvedev meddelade att ryskt tillbakadragande från Georgien kommer att inledas den 18:e. Sydossetiens president, Eduard Kokojty, utlyste på kvällen undantagstillstånd samt avskedade sin regering: "Jag har utfärdat tre dekret inklusive ett om regeringens avgång, ett annat där undantagstillstånd utlyses i Sydossetien samt ett tredje om upprättandet av en kriskommitté."
Tyskland gjorde under dagen en helomvändning rörande Georgiens Natomedlemskap. I april 2008 stoppade Tyskland och Frankrike ett georgiskt medlemskap, men Tysklands förbundskansler Angela Merkel meddelade nu istället att "Georgien uppfyller alla kriterier" för att bli en Natomedlem.

### 18 augusti: Ryssland rör sig längre in i Georgien
Ryssland, som lovade att dra sig tillbaka från Georgien, gjorde enligt rapporter motsatsen. Istället för reträtt klockan 12.00 som Rysslands president utlovat, rörde sig istället ryska trupper mot Tbilisi.

### 19 augusti: Liten rysk reträtt påbörjad och relationerna mellan Ryssland och Nato försämras
Enligt ögonvittnen påbörjade Ryssland under eftermiddagen den utlovade reträtten från Georgien. En rysk kolonn lämnade staden Gori. Detta sågs emellertid bara som en "uppvisning" av den georgiske regeringstalesmannen Sjota Utiasjvili: "Inte en enda stridsvagn eller soldat har lämnat Georgien." Rysslands president Medvedev försäkrade dock Frankrikes president Sarkozy att all rysk militär närvaro i Georgien utom 500 soldater skall ha lämnat Georgien senast den 22 augusti.
Efter att Ryssland och Georgien växlat krigsfångar anklagades Ryssland av Georgien för att samtidigt ha tagit tillfånga 20 georgier.
Både Ryssland och Georgien gick med på att låta Organisationen för säkerhet och samarbete i Europa (OSSE) skicka 20 militära observatörer till Georgien.
Chefen för den ryska säkerhetsbyrån FSB, Aleksandr Bortnikov, anklagade Georgien för terrorplaner efter att ryska styrkor, enligt ryska källor, tillfångatagit tre "araber" bland georgierna.
Natos generalsekreterare Jaap de Hoop Scheffer meddelade, efter att Natos 26 utrikesministrar haft möte om kriget i Georgien, att relationerna till Ryssland försämrats. Banden till Georgien kommer emellertid att stärkas.
Ryssland avvisade ett franskt resolutionsutkast i FN i vilket säkerhetsrådet skulle kräva ett fullständig uppgörelse om eldupphör i Georgien samt reträtt av rysk militär. Enligt Rysslands FN-ambassadör Vitalij Tjurkin kan Ryssland "inte i dag stödja resolutionsutkastet som Frankrike lagt fram."

### 20 augusti: Abchazien vill bli erkänt som självständig stat
Abchazien bad under dagen Ryssland att offentligt erkänna Abchazien som självständig stat, något som fick federationsrådet, det ryska parlamentets överhus, att gå ut med att rådet är redo att erkänna Abchaziens självständighet.
Det rapporterades även att Ryssland stärker militära band till Syrien som svar på att Georgien uppges ha använt israeliska vapen i kriget.
Norges försvarsdepartement fick under dagen ett meddelande från Ryssland där det framgår att Ryssland på grund av reaktionerna på konflikten i Georgien ställer in alla militära samarbeten med Nato, inkluderat de länder som står nära Nato.

### 21 augusti: Osäkerhet rörande Rysslands reträtt
Under morgonen ändrades rapporterna rörande den ryska reträtten. Det var inte längre en självklar reträtt, och Interfax rapporterade att försvarsdepartementet i Moskva inte meddelat om trupprörelser över huvud taget.

### 22 augusti: Sydossetien vill bli erkänt som självständig stat och Ryssland hävdar att dess reträtt är slutförd
Liksom Abchazien gjort den 20 augusti gick Sydossetien under dagen ut och bad formellt Ryssland att erkänna republikens självständighet.
Ryssland hävdade under kvällen att landets reträtt ur Georgien var slutförd, trots att 500 soldater stannade i buffertzoner på georgiskt territorium, något som Georgien inte sade sig kunna acceptera.

### 26 augusti: Ryssland erkänner Sydossetiens och Abchaziens självständighet
Rysslands president Dmitrij Medvedev gick under dagen ut och förklarade att Ryssland officiellt erkänner Sydossetien och Abchazien som självständiga stater. Ryssland uppmanade också andra länder att erkänna ländernas självständighet. USA:s president George W Bush fördömde Rysslands erkännande.
Georgien anklagade under dagen sydossetisk milis för att ha trängt in på georgiskt område.

### 27 augusti: Spänningen mellan NATO och Ryssland ökar
Samtliga 26 medlemsländer i Nato uppmanade gemensamt under dagen Ryssland att återta det officiella erkännande av Abchaziens och Sydossetiens självständighet: "Rysslands agerande reser frågetecken kring landets strävanden efter fred och säkerhet i Kaukasus." Ryssland svarade med att anklaga Nato-länderna för upprustning i Svarta havet. Vicechefen för den ryska generalstaben, Anatolij Nogovitsyn sade bland annat: "Med tanke på Natostyrkornas utökning i Svartahavsområdet har den ryska Svartahavsflottan också börjat vidta åtgärder för att övervaka deras verksamhet."
Georgien drog som svar på Rysslands erkännande av utbrytarstaterna tillbaka alla sina diplomater i Ryssland, utom två.
Det rapporterades också att europeiska hjälparbetare nekades tillträde till Abchazien och Sydossetien.

### 28 augusti: Georgiskt spaningsplan nedskjutet
Michail Mindzajev på Sydossetiens inrikesministerium meddelade att ett obemannat georgiskt spaningsplan skjutits ner över sydossetiskt luftrum. Det kom söderifrån och flög norrut, och upptäcktes över Tschinvali klockan 00:10 Moskvatid. Sjota Utiasjvili på det georgiska inrikesministeriet förnekade detta.

### 29 augusti
Enligt en medlem i Georgiens säkerhetsråd ska ryska trupper dragit sig tillbaka från hamnstaden Poti efter internationella påtryckningar. Ryssland bekräftar emellertid inte dessa uppgifter.

## Internationella reaktioner
Konflikten har fått stor uppmärksamhet i västvärlden bland annat eftersom den påverkar relationerna mellan Ryssland och USA/EU.
Många traditionella västländer och organisationer, framförallt EU och USA samt NATO, har uttalat ett starkt stöd för Georgien. Före detta sovjetstater som Estland, Lettland, Litauen och Ukraina, samt det före detta östblockslandet Polen, motsatte sig Rysslands attack.

### Sanktioner och repressalier
Nato har valt att avbryta övningarna med det ryska patrullfartyget Ladnyj i Medelhavet som vedergällning för attackerna. Ukraina inför restriktioner för den ryska flottbasen i Sevastopol. Sverige ställer in alla militära övningar som var planerade att genomföras tillsammans med Ryssland. Georgien har dragit tillbaka samtliga diplomater utom två från Ryssland. EU har hotat med sanktioner men ännu inte kommit med konkreta förslag.

## Efterspel
EU lade i en rapport under hösten 2009 skulden för kriget på Georgien och meddelade däri att "Georgien startade kriget genom sina nattbombningar i Sydossetien". Vidare hette det att Rysslands inledande svar var legalt eftersom "delar av den ryska fredsstyrkan hade dödats". Ryssland fick emellertid också kritik då den ryska reaktionen gick "över rimliga gränser". I rapporten framgick också att samtliga sidors styrkor brutit mot internationella humanitära regler. Bland annat skall det ha förekommit en etnisk resning av georgier; minst 30  000 är 2009 fortfarande hemlösa. Både Ryssland och Georgien ser rapporten som ett stöd för respektive sidas rätt i saken. EU konstaterar även att riskerna för nya konfrontationer är "allvarlig".